# Cyber (Jugendkultur)

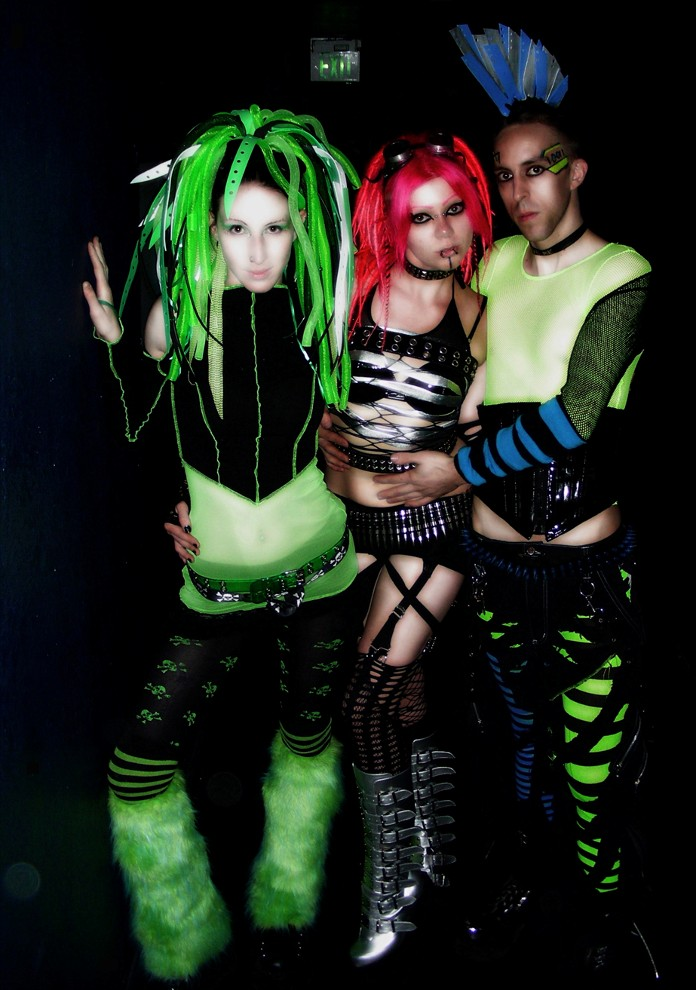
Gruppe von Cybers

Cyber ist eine jugendkulturelle Modeströmung, die sich nach 2000 entwickelte und als Bestandteil des Club-Geschehens der Schwarzen Szene betrachtet wird. 

## Geschichte
Die Entstehung der subkulturellen Strömung innerhalb der Schwarzen Szene wird zumeist auf die Jahrtausendwende datiert. Gemeinhin wird von Überschneidungen der Happy-Rave-Szene der 1990er Jahre und der Schwarzen Szene ausgegangen, Szenegänger und Veranstalter griffen die in der Schwarzen Szene aufstrebenden technoiden Musikrichtungen und die dazugehörende Stilistik auf.

„Technoide Musikrichtungen, die zu diesem Zeitpunkt in der Szene bereits häufig gehört wurden, sorgten für die nötigen musikalischen Parallelen. Ob es Raver waren, die Gothic für sich entdeckten, oder Gothics waren, die Techno mochten, sei einmal dahingestellt.“

Mit der anwachsenden Gruppe der Cyber kam es Mitte der 2000er Jahre zunehmend zu Ausgrenzungen der Cyber innerhalb der Schwarzen Szene.
Die zunehmende Entfaltung der oft als „Cybergoth“ bezeichneten Szene stieß vor allem bei Anhängern von Subszenen der Gothic-Bewegung sowie bei einigen weiteren Splitterkulturen der Schwarzen Szene auf Ablehnung und rief zahlreiche Diskussionen hervor.
Lange vom Mainstream der Schwarzen Szene abgelehnt und kritisiert etablierte sich die Strömung bis zum Jahr 2020 als Teil der Szene, „auch wenn sie längst nicht mehr so viele Anhänger“ vorhalten konnte, wie zu ihrer Hochphase.

## Position innerhalb der Schwarzen Szene
Aufgrund der Nähe zur Schwarzen Szene, für die oft simplifizierend der Ausdruck Gothic synonym verwendet wird, ist die Bezeichnung „Cybergoth“ geläufig, obgleich ein kultureller Bezug zur Gothic-Szene zumeist fehlt und sich – etwa vergleichbar mit Visual Kei – nur auf wenige modische Elemente beschränkt. Außerhalb der szenetypischen Treffpunkte lässt sich die aufwändig gestaltete Modeerscheinung nur selten antreffen.
Anders als Subszenen, die sich stufenweise aus dem Gothic-Rock- und Dark-Wave-Umfeld entwickelten und somit untrennbar mit der Gothic-/Wave-Musik verwoben sind, werden die Cybers häufig als eine der Techno-Szene nahestehende Patchwork-Kultur wahrgenommen, die sich vorrangig über modische Aspekte definiert. Der tatsächliche Gothic-Anteil wird hierbei, sowohl outfitbezogen als auch musikkulturell, als gering eingeschätzt.
Zum weiteren Zerwürfnis trug die Verwendung der Bezeichnung Industrial im Zusammenhang mit der favorisierten Musik und dem Tanzstil der Cybers bei, da ein direkter Bezug zur „Industrial Culture“ nicht besteht. Bei Industrial handelt es sich – ähnlich wie beim Ambient – um ein avantgardistisches, audio-visuelles Konzept, nicht um eine Form technoider Tanzmusik. Im Gegensatz zu letzterer sind die meisten Substile der Industrial-Musik experimenteller Natur und für den herkömmlichen Club-Einsatz ungeeignet.

## Vergemeinschaftungspraxis

### Modeelemente

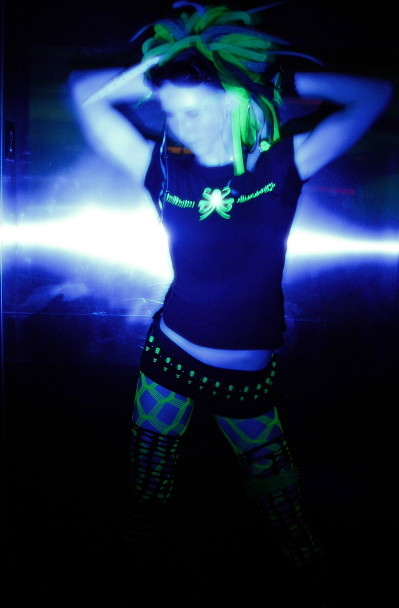
Eine weibliche Cyber in Schwarz-Grün; inkl. Falls, Goggles und Netz.

Cybers legen Wert auf einen futuristischen Kleidungsstil. Zugleich spiegeln sich in der Cyber-Mode Elemente vieler anderer Szenen und Modestile wider. Insbesondere Stilkomponenten der Rave- und frühen Techno-Szene werden mit Elementen der Schwarzen Szene (schwarz als Hauptfarbe bei den meisten Kleidungsstücken) verknüpft. Wie stark diese einzelnen Komponenten hervorgehoben werden, ist von Person zu Person unterschiedlich, Fetischbekleidung (bspw. Vinyl-Pants, -Tops und -Korsetts) oder die asiatische Visual-Kei-Mode nehmen auf die Cybermode Einfluss. Der Stil wird als „futuristisch und ‚spaceig‘“ beschrieben. Androgynie ist oft ein Merkmal der Mode, aber nicht maßgeblich.

„Das Aussehen ihrer Anhänger ist dabei ein undurchdringliches Gemisch aus verschiedenen Stilen. Typische Accessoires wie neonfarbene Knicklichter, modifizierte Schweißerbrillen, "Goggles" genannt, und Mundschutz sind der frühen Techno-Szene zu Beginn der 1990er-Jahre entlehnt: Der gleiche Schmuck zierte bereits die ersten Mayday- und Love-Parade-Besucher. Selbst das Radioaktivitäts- und das Biohazard-Symbol, einst feste Insignien der damals aufkommenden "Raving Society", prangen nun auf den Gesichtern oder Kleidungsstücken der Cybers.“

#### Anbieter und Marken
Firmen, die sich auf den Stil der Cyber spezialisiert haben, sind Cyberdog und DANE in London, Lip Service in Südkalifornien, Diabolik in Montreal und Robotic Kitty Fashions in Chicago. Neben den internationalen Unternehmen gibt es einige deutsche Firmen, die den mitteleuropäischen Markt bedienen. Im Bekleidungsbereich ist dies die Firma Deecom e.K. mit Sitz in Kehl. Die Firma produziert und vertreibt die Marke „Amok“. Von der Firma Mode Wichtig mit Sitz in Duisburg werden Textilien unter dem Label Sektor1 hergestellt und vertrieben. Im Bereich Accessoires hat sich die Firma Cyberloxx, ebenfalls aus Duisburg, mit ihrer gleichnamigen Marke etabliert. Die Firma, die neben einem Groß- und Versandhandel auch ein Ladenlokal in Duisburg betreibt, wurde bekannt durch ihre Haarteile. In Essen befindet sich im „Leo Store“ ein Cybershop namens „Cyber City“. Dieser über 150 m² große Cyberladen realisiert in seinem Ladenkonzept neue Formen des Event-Shoppings. Auf einer großen fest installierten Bühne treten regelmäßig Liveacts auf. Jeden Samstag gibt es Musik von szenebekannten DJs.

#### Kleidung und Farbwahl
Der Stil zeigt zum Teil stark kontrastierende, grelle und neon-reaktive Farbschemata, wie beispielsweise Rot, Blau, Neongrün, Chrom oder Pink, kombiniert mit Schwarz oder Weiß als Kontrastton, dabei behält meist eine Farbe die Oberhand. Komplett neonfarben gekleidete sowie fast komplett schwarze oder weiße Cyber sind ebenfalls üblich. Matte oder glänzend schwarze Materialien wie Gummi und leuchtend schwarzes PVC können beim Versuch, einen künstlicheren Eindruck zu vermitteln, gemischt und zusammengesetzt werden.
Beliebte Clubausrüstung für Cybers beinhaltet entweder enge schwarze Hosen und Westen oder weite, farbige Techno-/Raverhosen und Brustpanzer, Shirts, geschneidert zu durchlöcherten, ganzen oder netzartigen Textilteilen. Bondage-Accessoires werden gern verwendet. Als Fußbekleidung finden unter anderem schwere, große Stiefel (beispielsweise „Transformerboots“ oder „Springerstiefel“) und Plateauschuhe Verwendung, Sportschuhe werden oft aufgrund des Komforts beim Tanzen getragen.

#### Haare und Applikationen
Die schwarz-und-monochromatische Nebeneinanderstellung kann zahlreiche Formen annehmen – zum Beispiel helle Haare, künstliche Schminke, LEDs, Leiterplatten, Körpermodifikationen, Gasmasken, Mund-Nasen-Schutzmasken und Schutzbrillen („Goggles“), üblicherweise auf der Stirn, am Arm oder um den Nacken herum getragen, statt auf den Augen. Als Muster werden häufig Gefahrensymbole wie das Radioaktiv- oder Biohazardzeichen verwendet, mittlerweile sind aber selbst entworfene Logos sehr beliebt geworden. Der häufigste Gebrauch von Themenfarben besteht in der Frisur oder der Augenschminke. Die Frisur wird für gewöhnlich durch spezielle Haarteile, sogenannte „Falls“, erweitert, um den „Hinzufügungseffekt“ hervorzuheben. Bei Damen werden meist seitlich zwei Haarteile, bei Herren meist eines hinten als Zopf verwendet. „Falls“ können aus verschiedenen Materialien sein, von Garn über fluoreszente Schläuche bis hin zu elektrischer Verkabelung; die meistens vorzufindenden Bestandteile sind jedoch synthetische Dreadlocks, die „Cyberlox“ und die „Foamies“.
| Synthetische Dreadlocks | Meist einfach nur „Dreads“ genannt. Diese Dreadlocks sind in der Regel aus Kunsthaar gefertigt und sind in verschiedenen Farben vorzufinden. Meist werden hauptsächlich schwarze Dreads in Kombination mit einzelnen farbigen Dreads benutzt, allerdings gibt es ebenso zweifarbige Dreads, meist eine Kombination aus Schwarz und einer beliebigen, zum Gesamtoutfit passenden Farbe. Es gibt außerdem zwei weitere Dread-Varianten, zum einen die sogenannten „Wooldreads“, zum anderen die „Flimsies“. Bei dem Ersten handelt es sich um Dreads aus gefilzter Wolle, die „Flimsies“ hingegen sind genähte Schläuche aus Stoff, welche ebenso wie Dreads aussehen. Der Vorteil dieser beiden Varianten ist, dass sie zum einen bedeutend leichter, zum anderen viel stabiler als ihre Kunsthaar-Variante sind, jedoch ist das Herstellungsverfahren dieser beiden Varianten bedeutend aufwändiger beziehungsweise komplizierter. Flimsies tendieren außerdem eher dazu, bei richtiger Materialwahl unter UV-Licht zu leuchten, was sie sehr beliebt macht. |

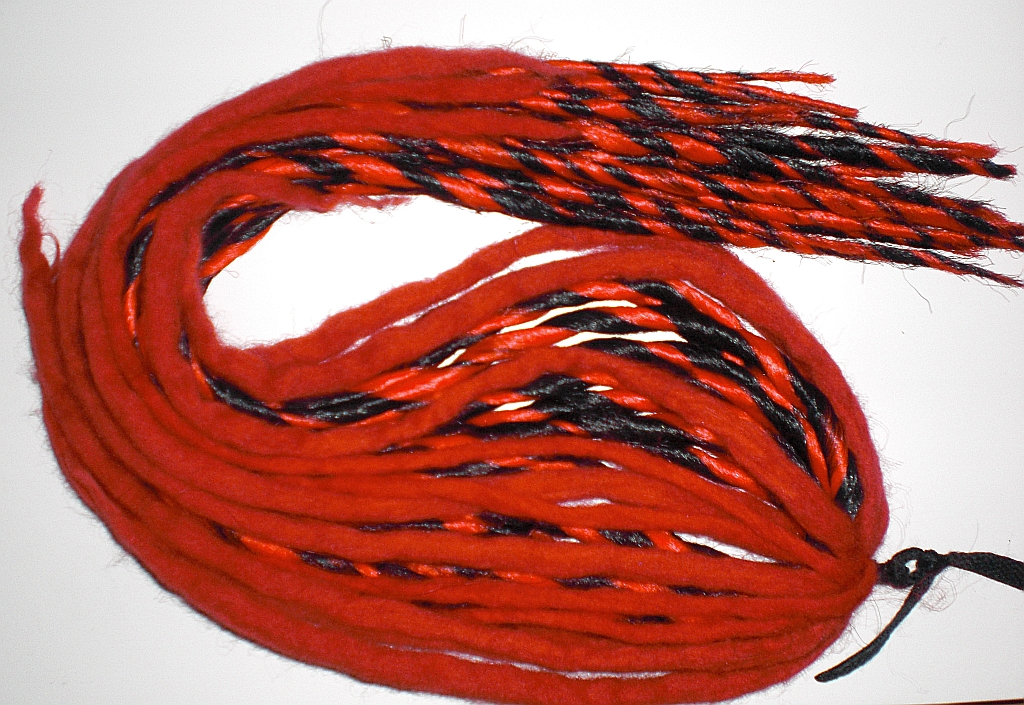
Schwarz-Rote Dreads aus Kunsthaar & rote Wooldreads

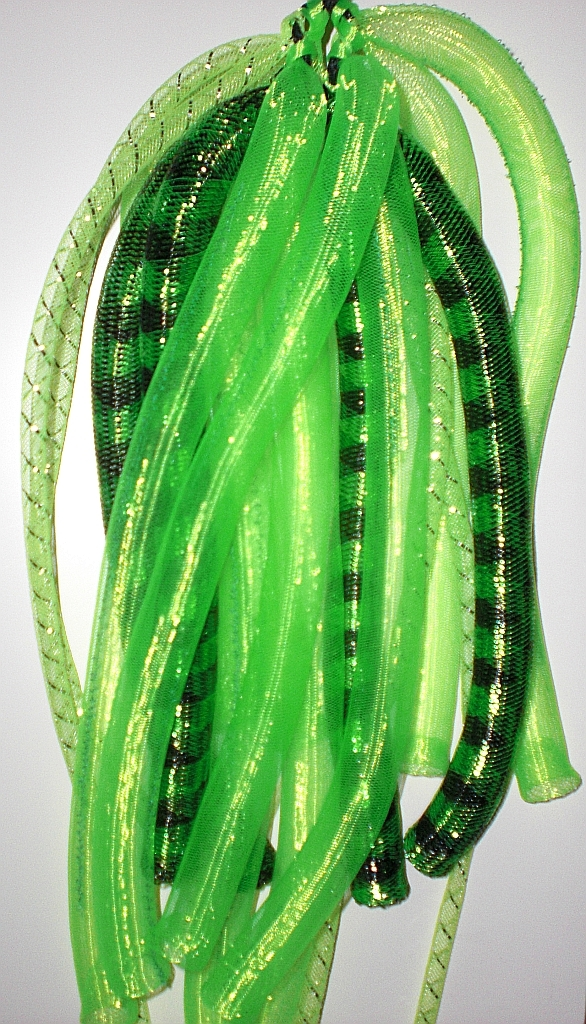
Neongrüne UV-Cyberlox, Schwarz-Grüne Metallic-Lox & Limettengrün-Silberne Mini-Lox

| Cyberlox                | Die sogenannten Cyberlox kamen ursprünglich aus den USA. Durch ihre gedrehte Webform sind sie bis auf ein Vielfaches dehnbar und springen in die alte Form zurück, sobald sie losgelassen werden. Ihr Vorteil gegenüber synthetischen Dreads ist ihr bedeutend geringeres Gewicht und ihr künstlicheres Aussehen. Es gibt sie in verschiedenen Farben, einfarbig oder zweifarbig gestreift, in metallic, mit Silber- oder Goldstreifen, sowie matt oder uv-aktiv. Bei selbst gestalteten Haarteilen werden die Lox meist in Meterware gekauft, auf die gewünschte Länge geschnitten und meist an einem Band oder einer Haarklammer befestigt. Lox gibt es in unterschiedlichen Größen. Die Größten sind über 2 cm im Durchmesser. Meist werden Cyberlox mit einem Durchmesser von ~1,5 cm und Lox mit einem Durchmesser von ~0,8 cm genutzt. Mini-Lox haben einen Durchmesser von 4 mm und werden oft als High-Light verwendet. |
| Foamies                 | Foamies sind geschichtete Streifen aus Moosgummi. Meist wird dafür schwarzes und farbiges Moosgummi zeitgleich verwendet, die Streifen haben dabei eine Breite von durchschnittlich 1 bis 4 cm und eine Gesamtlänge von 20 bis 40 cm. Das Material für Foamies ist sehr günstig und die Herstellung ist recht einfach, daher werden diese Streifen sehr gern genutzt. Entlang der Streifen wird häufig weitere Dekoration aus Moosgummi aufgeklebt oder aufgemalt. |

### Musik
Die Cyberkultur ist überwiegend eine Tanzclubkultur. Sie präferiert schwerpunktmäßig techno-/trance- (und speziell von Hardstyle) inspirierte Musikformen der Schwarzen Szene wie Future Pop, Aggrotech (Hellectro) und Rhythm ’n’ Noise. Eine eigenständige, musikkulturelle Basis besitzt sie nicht. Im Vordergrund stehen Tanzbarkeit und zumeist bassdrum-betonte Trackstrukturen im 4/4-Takt.

### Tanz
Der von Cybers praktizierte Tanzstil wird von der Gruppierung als Industrial  Dance oder Cyber Dance bezeichnet. Ursprünglich war Industrial Dance eine nordamerikanische Alternativbezeichnung für Electronic Body Music und Electro-Industrial der 1980er Jahre.
Als Bezeichnung für den von Cybers praktizierten Tanzstil etablierte sich die Bezeichnung unter den Cybers erst Jahre später und ohne direkten Bezug zum Musikstil in der Rezeption der Szeneströmung wird die Bezeichnung hingegen nicht genutzt. Der Tanz wird hauptsächlich zu den präferierten Musikstilen Future Pop, Aggrotech, Hardstyle und Rhythm ’n’ Noise getanzt.
Als Ursprung des Tanzes werden Clubs der Schwarzen Szene bezeichnet. Hierbei sind deutliche Unterschiede bezüglich des Tanzstils anderer Gruppierungen innerhalb der Schwarzen Szene zu erkennen. Cybers legen vor allem Wert auf schnelle, rhythmische, dem Takt nachempfundene Armbewegungen (Ausstrecken, Drehen oder Schlagen des Arms weg vom Körper oder zum Körper hin), zum Teil kombiniert mit rhythmischen Beinbewegungen, wobei die Beinarbeit nur eine nebensächliche Rolle einnimmt. Der Cyber Dance wird in Diskotheken meist einzeln gelegentlich jedoch auch in Tanzgruppen, meist in Form von synchronen Choreographien, präsentiert.
Stefan Lederer beschreibt den Tanzstil der Cyber als „sportlich aggressiv[e] oder […] angestrengt lasziv[e]“ Gymnastik. Häufig erfolgt die Ausführung des Tanzes in Clubs unter Einsatz von Accessoires wie Leuchtstäben und LED-Ringen. Der genaue Herkunftsort und Entstehungszeitpunkt des Tanzstils ist strittig.

### Treffpunkte
Cybers finden sich vor allem auf Veranstaltungen der Schwarzen Szene, aber auch vereinzelt auf diversen Techno-Events zusammen. So begegnen Cybers einander in Clubs, auf Festivals sowie in Onlinevideos – und foren.
Beim alternativ zum Essen Original veranstaltem Essen-Originell-Festival im Jahr 2010 fand das erste deutsche Industrial Dance Battle statt. In den folgenden Jahren etablierten sich auf Cyber spezialisierte Tanzveranstaltungen zu deren Programm gelegentlich auch Wettkämpfe gehören.